# Soma Ishigamori
Soma Ishigamori (石ヶ森 荘真 Ishigamori Soma?), född 1 juli 2001 i Aomori prefektur, är en japansk fotbollsspelare.
Ishigamori började sin karriär 2019 i Vanraure Hachinohe.